# Фундул-Галбеней
Фундул-Галбеней (рум. Fundul Galbenei) — село в Хынчештском районе Молдавии. Относится к сёлам, не образующим коммуну.

## География
Село расположено на высоте 207 метров над уровнем моря.

## Население
По данным переписи населения 2004 года, в селе Фундул Галбеней проживает 2507 человек (1252 мужчины, 1255 женщин).
Этнический состав села:
| Национальность | Число жителей | Процентный состав |
| -------------- | ------------- | ----------------- |
| молдаване      | 2485          | 99.12             |
| русские        | 12            | 0.48              |
| румыны         | 4             | 0.16              |
| поляки         | 3             | 0.12              |
| болгары        | 2             | 0.08              |
| украинцы       | 1             | 0.04              |
| Всего          | 2507          | 100%              |